# العلاقات السعودية اليمنية
العلاقات اليمنية السعودية هي العلاقات الثنائية بين المملكة العربية السعودية والجمهورية اليمنية. تتسم هذه العلاقات بتداخلات تاريخية وسياسية وجغرافية وثيقة، وتعد من أهم العلاقات الإقليمية في منطقة شبه الجزيرة العربية.

## التاريخ
بدأت العلاقات السعودية اليمنية عام 1934 عقب الحرب السعودية اليمنية وتوقيع معاهدة بين الملك  عبد العزيز آل سعود والإمام يحيى حميد الدين المتوكل.

### ما قبل الوحدة اليمنية
بدأت العلاقات بين البلدين في عام 1934، عقب الحرب السعودية اليمنية التي انتهت بتوقيع معاهدة الطائف في 20 مايو 1934 بين الملك عبد العزيز آل سعود، مؤسس المملكة العربية السعودية، والإمام يحيى حميد الدين، حاكم المملكة المتوكلية اليمنية. وقد أرست المعاهدة الأساس للعلاقات الثنائية وحددت الحدود بين البلدين.
خلال العقود التالية، شابت العلاقة توترات على خلفية دعم أطراف مختلفة في النزاعات الداخلية اليمنية، خاصة في الحرب الأهلية بين الجمهوريين والملكيين في شمال اليمن خلال الستينيات.

### ما بعد وحدة اليمن 1990
شهدت العلاقات تطورًا نسبيًا بعد إعلان الوحدة اليمنية في عام 1990. ومع ذلك، توترت العلاقات في بداية التسعينيات إثر موقف اليمن الرسمي المعارض لتدخل قوات التحالف الدولي لتحرير الكويت عام 1991، ما أدى إلى تدهور العلاقات الدبلوماسية، وترحيل مئات الآلاف من العمال اليمنيين من السعودية.

### اتفاقية جدة (2000)
في 12 يونيو 2000، تم توقيع اتفاقية جدة بين البلدين، والتي أنهت النزاع الحدودي بشكل نهائي، ووضعت الأساس القانوني لترسيم الحدود بين السعودية واليمن، مما ساهم في تحسين العلاقات.

## العلاقات في عهد علي عبد الله صالح
في عهد الرئيس علي عبد الله صالح، تطورت العلاقات الثنائية، خاصة على الصعيد الاقتصادي والأمني. انضمت اليمن كمراقب في مجلس التعاون الخليجي، وشاركت السعودية في دعم مشاريع تنموية عديدة في اليمن.
ومع ذلك، شهدت العلاقة توترات بسبب تصاعد أنشطة جماعة الحوثي في محافظة صعدة، والتي اعتبرتها السعودية تهديدًا مباشرًا لأمنها القومي، ما أدى إلى صدامات غير مباشرة، أبرزها حرب صعدة السادسة (2009).

## ما بعد صالح

### الثورة اليمنية 2011
دَعمت السعودية المبادرة الخليجية التي نصّت على نقل السلطة من الرئيس صالح إلى نائبه عبد ربه منصور هادي، في أعقاب ثورة الشباب اليمنية. ساهمت السعودية، عبر مجلس التعاون الخليجي، في تسهيل العملية الانتقالية في اليمن.

### التدخل العسكري (2015 - الآن)
في مارس 2015، قادت المملكة العربية السعودية التحالف العربي لدعم الشرعية في اليمن، استجابة لطلب من الرئيس عبد ربه منصور هادي، بعد سيطرة جماعة الحوثي على العاصمة صنعاء وعدد من المحافظات.
ويهدف التدخل إلى دعم الحكومة المعترف بها دوليًا واستعادة مؤسسات الدولة. وقد أدى هذا التدخل إلى أزمة إنسانية كبرى بحسب تقارير أممية، حيث تأثرت البنية التحتية اليمنية بشكل كبير.

## الجوانب الاقتصادية والإنسانية
تمثل السعودية أحد أكبر المانحين لليمن. فقدّمت دعمًا إنسانيًا واسع النطاق عبر مركز الملك سلمان للإغاثة والأعمال الإنسانية. كما تسهم تحويلات مئات الآلاف من اليمنيين العاملين في السعودية في دعم الاقتصاد اليمني.

## التحديات الأمنية
تشمل التحديات المشتركة بين البلدين:
- تهريب الأسلحة والمخدرات عبر الحدود.
- الهجمات الحوثية بالطائرات المسيّرة والصواريخ.
- خطر الجماعات الإرهابية مثل تنظيم القاعدة في جزيرة العرب.

وقد أنشأت السعودية جدارًا حدوديًا بطول مئات الكيلومترات لتعزيز أمن حدودها الجنوبية.